# Convent des anciens de Königsberg

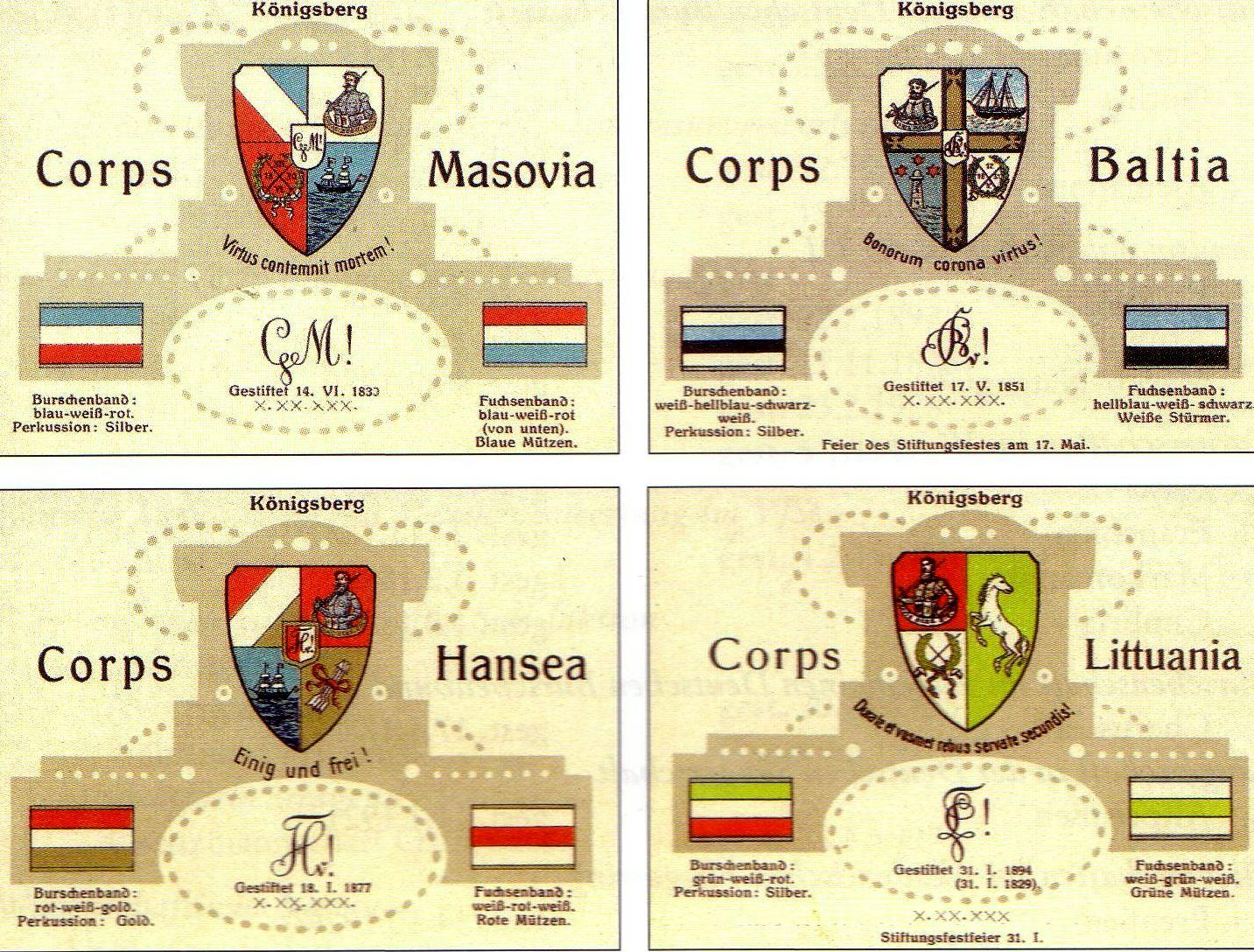
Convent des anciens de Königsberg (1894-1935).

La Convent des anciens de Königsberg est l'association des corps de l'Université Albertus de Königsberg. La composition du Convent des anciens change et ne reste inchangée qu'à partir de 1894. Les Corps d'État quittent la General Burschenschaft dans les années 1820. Ils adoptent une constitution de corps et deviennent des "Landsmannschaften avec corps". À partir de 1855, les Mazuriens ne s'appellent plus que "Corps". Les Silberlitthauer et les Baltes les imitent à partir du semestre d'hiver 1861/62. Même sous l'Empire et dans l'État libre de Prusse, le Königsberger SC reste jusqu'en 1935 la représentation déterminante de la communauté estudiantine de Königsberg.

## Composition du/de laconventdes anciens
1. 1835-1840 : Littuania, Masovia, Baltia I, Borussia, Normannia I et Scotia. Départ de Borussia le 26 février 1839. Le 15 janvier 1840, éclatement du SC à la suite d'une dispute entre Masovia et Littuania.
2. 1841-1847 : Littuania, Masovia, Normannia I et Scotia. En février 1846, scission du SC en Masovia/Scotia et Normannia I. Sortie de Littuania. Au semestre d'hiver 1846/47, réunification avec Masovia, Normannia et Scotia. Après la dissolution de Normannia et Scotia au semestre d'hiver 1847/48, le SC n'existe plus.
3. 1848-1850 : Masovia et Silber-Litthuania
4. 1851-1853 : Masovia, Silber-Litthuania et Baltia II. Dissolution à la suite d'un conflit entre les Mazuriens et les Lituaniens.
5. 1855-1868 : Masovia, Silber-Litthuania und Baltia II. WS 1861/62 Scission du SC en Litthuania/Baltia et Masovia. 1865 Réunification du SC. Dissolution au S.S. 1868. Masovia dimittée par l'oKC en 1868/69.
6. 1873 : Masovia, Baltia II und Normannia II
7. 1876 : Baltia II, Normannia II et Hansea
8. 1880 : Baltia II, Normannia II, Hansea et Masovia
9. 1882 : Normannia II temporairement seul dans le SC
10. 1889 : Masovia, Baltia II et Hansea
11. 1894 : Masovia, Baltia II, Hansea et Littuania

## Histoire
« Der Übergang zur Corpslandsmannschaft vollzog sich im Königsberger SC nicht einheitlich und gleichzeitig. Es lassen sich daher aus dem Verhalten der einzelnen Landsmannschaften Schlüsse auf deren Zusammensetzung und innere Einstellung ziehen. Allen voran ging 1833 Borussia. Aus ihrer späteren Haltung muß geschlossen werden, daß sie mit voller Überzeugung die Neuerung einführte. Die Preußen hatten erkannt, daß nur die Corpsverfassung die erforderliche Straffheit der Gliederung herbeiführen konnte, die für den zu erwartenden Kampf um die Führung die notwendige Schlagkraft verlieh. Sie beherrschten daher den SC und nahmen gegenüber den übrigen Studenten, die jetzt allgemein die „Kamele“ genannt wurden, eine unnachgiebige Haltung ein. Sie wurden mehr bewundert und gefürchtet als geliebt. »

— Siegfried Schindelmeiser
À l'Université Albertus, les Collegia nationalia s'éteignent en 1744. Les corporations du XIXe siècle n'avaient aucun lien avec elles. Au contraire, après les guerres napoléoniennes, les étudiants de Königsberg sont encore animés par l'unité et la liberté des États allemands, auxquelles ils ont largement contribué au sein de la Landwehr de Prusse-Orientale (de). Les 300 étudiants de l'Albertina forment une fraternité générale (AB). Ils se considèrent comme un groupe d'un type particulier, d'autant plus que la loi foncière générale pour les États prussiens soumet toute « société permanente » à l'approbation officielle et interdit les ordres étudiants et les (anciennes) Landsmannschaft. Des associations au sein de l'AB se forment donc sous forme de cercles scientifiques (Akademische Muße, Euphemia) ou de cercles de clubs de paysans. Par leur ouverture régionale et spirituelle, les cercles sont les précurseurs des corps.

### Fraternité
La fête de la Wartbourg et les revendications politiques de la confrérie d'Iéna frappent comme la foudre cette existence tranquille. Un groupe de la fraternité générale allemande (ADB) voit également le jour à Königsberg. Ils adoptent les couleurs noir-rouge-or (de), mais comme les Landsmannschaft, ils vivent bientôt dans la clandestinité ; Car après l'autodafé de livres à la Wartbourg, la Couronne de Prusse interdit le 7 décembre 1817 toutes les associations d'étudiants par l'intermédiaire du ministre de la Culture Karl vom Stein zum Altenstein. Désormais, l'AB affiche les couleurs noir-rouge-blanc. Personne de Königsberg n'a participé à la fête de la Wartbourg en 1817 ; Mais dès mars 1818, les fondateurs et anciens de la confrérie de Königsberg, Johann Friedrich Dieffenbach et Ludwig Lucas (de), se rendirent à Iéna pour la Journée des garçons (de). Königsberg est également représenté par des délégués lors de la seconde journée des garçons en octobre 1818.
En 1817, deux garçons plus âgés (Lubecius et Sawatzki) font don de l'épingle en argent d'Albertus (de), qui est bientôt considérée comme un insigne de reconnaissance et d'honneur pour tous les étudiants de Königsberg. Bals et concerts communs, retraites aux flambeaux, funérailles académiques (de), vivats et comités caractérisent également le sentiment de communauté. Les fêtes du Galtgarben (de) sont particulièrement importantes en souvenir de la bataille de Waterloo.
En 1819, les efforts des étudiants pour l’unité prennent fin rapidement. Le meurtre d'August von Kotzebue par Karl Ludwig Sand entraîne la persécution de la confrérie et les décrets de Carlsbad. Toutes les universités sont privées de leur liberté académique. À Königsberg, Theodor von Baumann et Christian Friedrich Reusch (de) doivent surveiller le Sénat et le corps étudiant et faire rapport à Berlin sur toutes les questions politiquement dangereuses. La « fraternité dangereuse » est immédiatement dissoute et toutes les autres associations – dont on ne sait bien sûr rien – sont interdites. Les anciens et les couleurs de l’unité allemande, noir, rouge et or, disparaissent. Chaque semestre, tous les nouveaux inscrits doivent signer une déclaration de ne jamais adhérer à une association non autorisée.

### Premiers liens

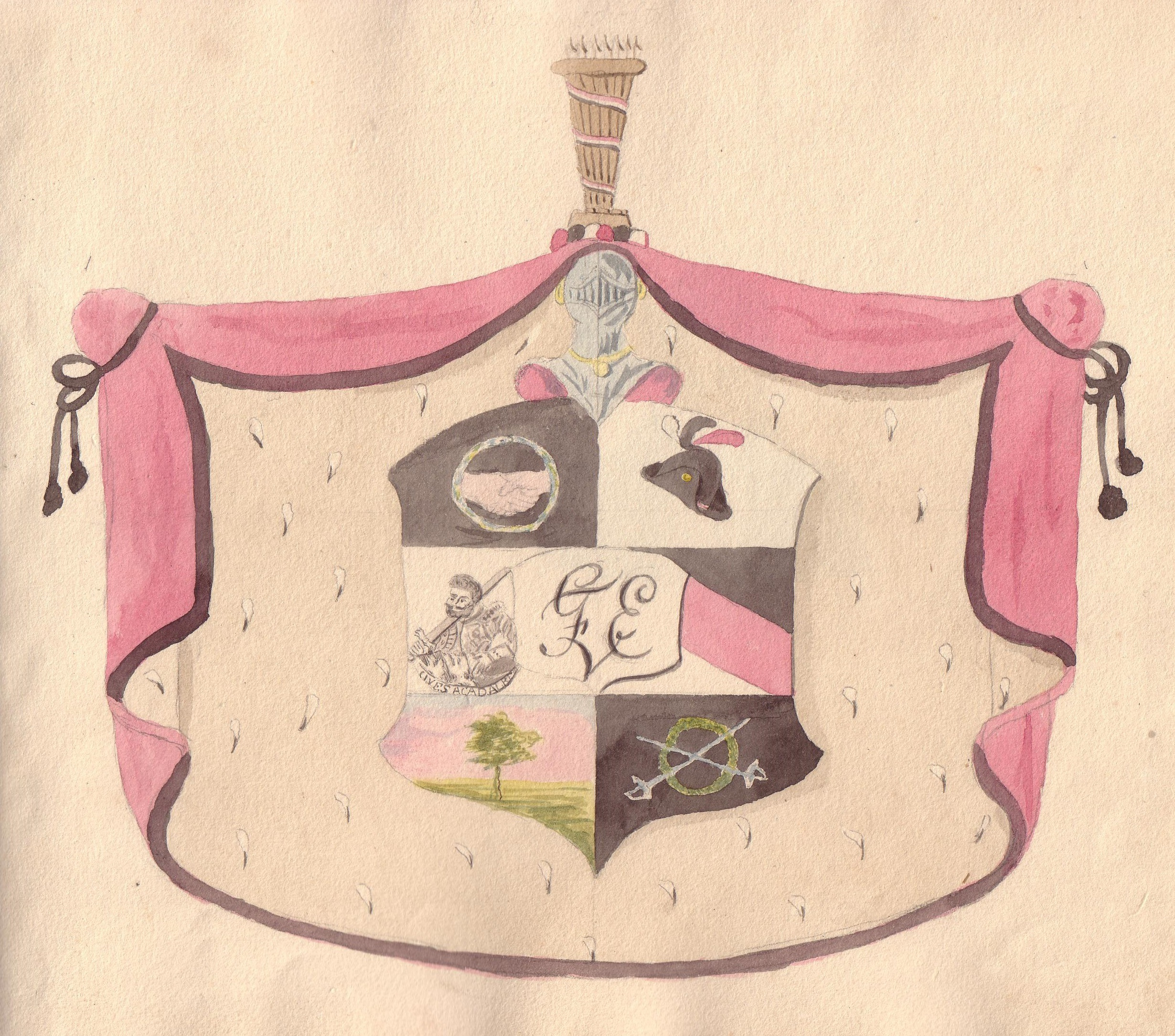
Armoiries de la (seconde) fraternité de Königsberg, dont la Corpslandsmannschaft Baltia se sépare à la mi-1833.

Königsberg est loin des autres États allemands et donne naissance à une vie communautaire totalement indépendante. Selon un rapport officiel, les premiers « partis » au sein de l'AB sont une Littuania (I) et une Pomesania, du nom de l'ancienne Pomésanie prussienne. Tous deux apparaissent en 1820, ont une constitution et, en tant que « partie la plus instruite des étudiants, se retrouvent ensemble dans un comité restreint de l'AB » dans le but de socialiser. La Littuania se dissout en tant que Landsmannschaft en 1821 et continue à exister sous forme de cercle (Littuania II) jusqu'en 1825. Les premiers anciens de Pomesania sont v. Hanstein, v. Vietinghoff, Siegfried, Bock, Laudien et Benetsch. Pomesania est arrêtée par la police le 18 juin 1822 lors de la fête de Galtgarben et est donc dissoute en 1823. Ses membres portent les couleurs rouge, bleu et blanc sous leurs jupes.

### Généralités
À Königsberg, la généralité avec la coutume générale des garçons est restée. Les assemblées générales des garçons se déroulent sans entrave au Collège Albert (de). Afin de vérifier que les nouvelles associations ne se livrent pas à des agissements politiques, le Sénat profite d'une dénonciation pour quelques troubles à l'ordre public pour convoquer les anciens des Landsmannschaft et les représentants de l'"Allgemeine". Le 20 novembre 1829, un procès-verbal est dressé par le juge de l'université : "Non seulement l'habillement remarquable de plusieurs étudiants avec des casquettes de même couleur et de même dessin, comme bleu ciel avec du blanc et du rouge et de l'or, etc., fait naître le soupçon fondé que ce couvre-chef est porté comme insigne extérieur de différentes associations, mais aussi, par divers bruits, il est porté à la connaissance du soussigné que les associations suivantes ont lieu ici".
Selon le procès-verbal, il est constaté 
1. la Burschenschaft avec des chapeaux de couleur « noir-blanc-rouge »,
2. Le Borussia avec des chapeaux « en noir et blanc »,
3. les Masuriens avec des chapeaux « de rouge, blanc et bleu »,
4. les Pappenheimers et les Lituaniens avec des chapeaux « blanc, noir et bleu »,
5. les Teunons à casquettes « bleu ciel, rouge et or ».
Scotia est absente de ce procès-verbal.

## Convent des anciens des Landsmannschaft
Lorsque ces associations étudiantes d'État ne veulent plus se soumettre à la violence de l'AB, elles constituent un convent des anciens (SC) sous forme de commission paritaire. Il se donne pour mission de « veiller à l'esprit général de l'Albertina et de travailler à préserver l'honneur des garçons à l'intérieur et à l'extérieur. Il considère également comme sa prérogative de convoquer des assemblées générales étudiantes lorsque quelque chose doit être fait avec la participation de tous.

### Lithuania
Fondée le 19 décembre 1828 par Gustav von Saltzwedel, la Littuania IV adopte la constitution du corps le 6 décembre 1836. La Littuania se divise en 1848 en une Landsmannschaft plus grande et un corps plus petit. Les Lituaniens argentés sont étroitement liés aux Baltes (de). Le corps « d’argent » est suspendu en 1866.

### Borussia

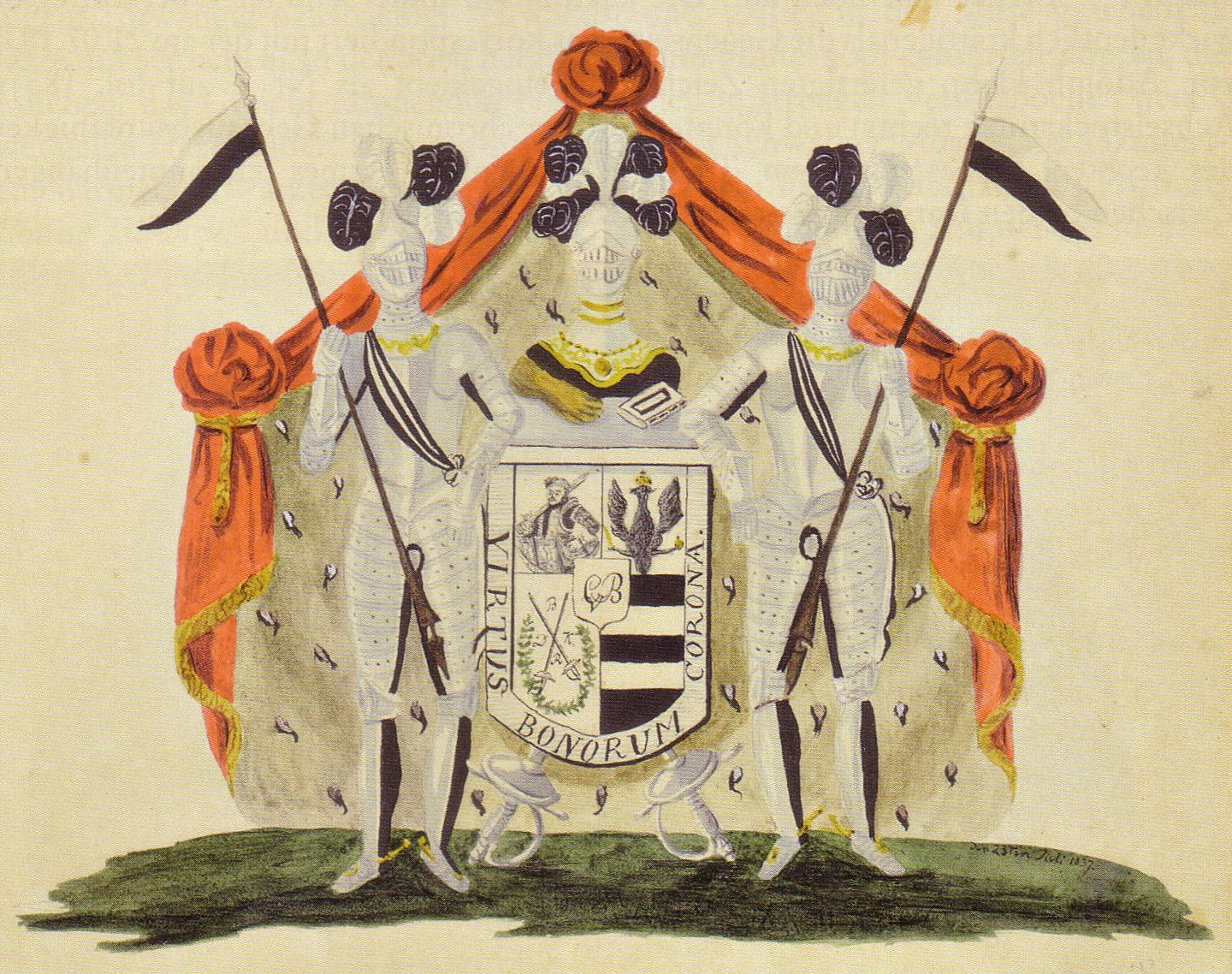
Borussia.

Fondée par « l'élite de Mazurie » avec 40 membres le 24 mai 1829, la Landsmannschaft Borussia déclare son retrait de l'AB :S. 17 f. . Elle a les couleurs noir et blanc avec des percussions argentées et une casquette étudiante (de) noire. La devise était Virtus bonorum corona ! Cette évolution est critiquée par les "généraux". Leurs pires adversaires, les Pappenheimer, n'ont certes plus la suprématie ; en revanche, les Prussiens entrent en scène et ne leur cèdent en rien. La Borussia est la première association de Königsberg à adopter la constitution du corps en 1833. Isolée au SC en 1839, elle « disparaît de la scène ».

« Die neuen Landsmannschaften mit Corps strebten von vornherein danach, die Auslese der Studentenschaft zu sein. Sie gaben den Ton an. Die Masse der Studierenden hatte sich ihm anzupassen. Die Auflösung des Ständestaats zu Beginn des 19. Jahrhunderts führte andererseits dazu, daß der adlige Student nicht unter seinen Standesgenossen blieb, sondern Gemeinschaften suchte, die seiner Lebensauffassung entsprachen. Es festigte sich deshalb der aristokratische Zug in den Landsmannschaften mit Corps im Gegensatz zu den späteren demokratischen Bestrebungen der Burschenschaft. »

— Siegfried Schindelmeiser

### Scotia
Les étudiants du lycée de la vieille ville fondent le groupe au sein de l'« Allgemeine » le 7 août 1829. Le 24 mai 1833, Scotia quitte la fraternité et devient membre de la Landsmannschaft. La devise est Virtuti sempre coronam ! Les couleurs sont le noir et le bleu avec des percussions argentées et un bonnet noir. Après le départ des Écossais, l'AB se dissout. Les restes, qui tiennent à une vie associative, forment plus tard les Landsmannschaft Baltia et de Normannia. En cercle fermé, Scotia adopte la constitution du corps sans aucune lutte interne en 1833. Le 17 novembre 1847, l'alliance est dissoute. Selon les listes (incertaines) du corps de Kösen de 1910, le Scotia ne compte que 19 membres, dont deux en commun avec Mazovia. Ne sont pas mentionnés, entre autres, les membres représentés dans les feuilles de mémoire. Les Écossais sont Hermann Bobrik (de), Hermann Hirsch (de), Friedrich David Michaelis (de), Otto Saro et Alexander Schmidt (de).

### Teutonia
L'association, fondée le 1er novembre 1829, se décrit comme une Landsmannschaft et est considérée comme une « société sauvage ». Elle n’aurait duré que quatre mois. Les couleurs sont bleu-rouge-or (ou bleu-or-rouge).

### Masovia
Masovia quitte l'AB le 19 février 1831 et célèbre longtemps cette journée comme une « Fête de la Constitution ». Le 25 août 1835, les Mazuriens de l'école Duc-Albert de Rastenbourg (de) introduisent la constitution du corps ; les autres du lycée royal de Lyck (de) la refusent. Cette division entre Mazuriens "grossiers" (Lyck) et "fins" (Rastenburg) n'est surmontée que lorsque les intéressés ont quitté l'université et que la Ligue se réunit à nouveau le 14 mars 1838. La Masovia est fermement enracinée dans la Mazurie et sort indemne du progrès. De 1876 à 1880, elle ne fait pas partie du SC.

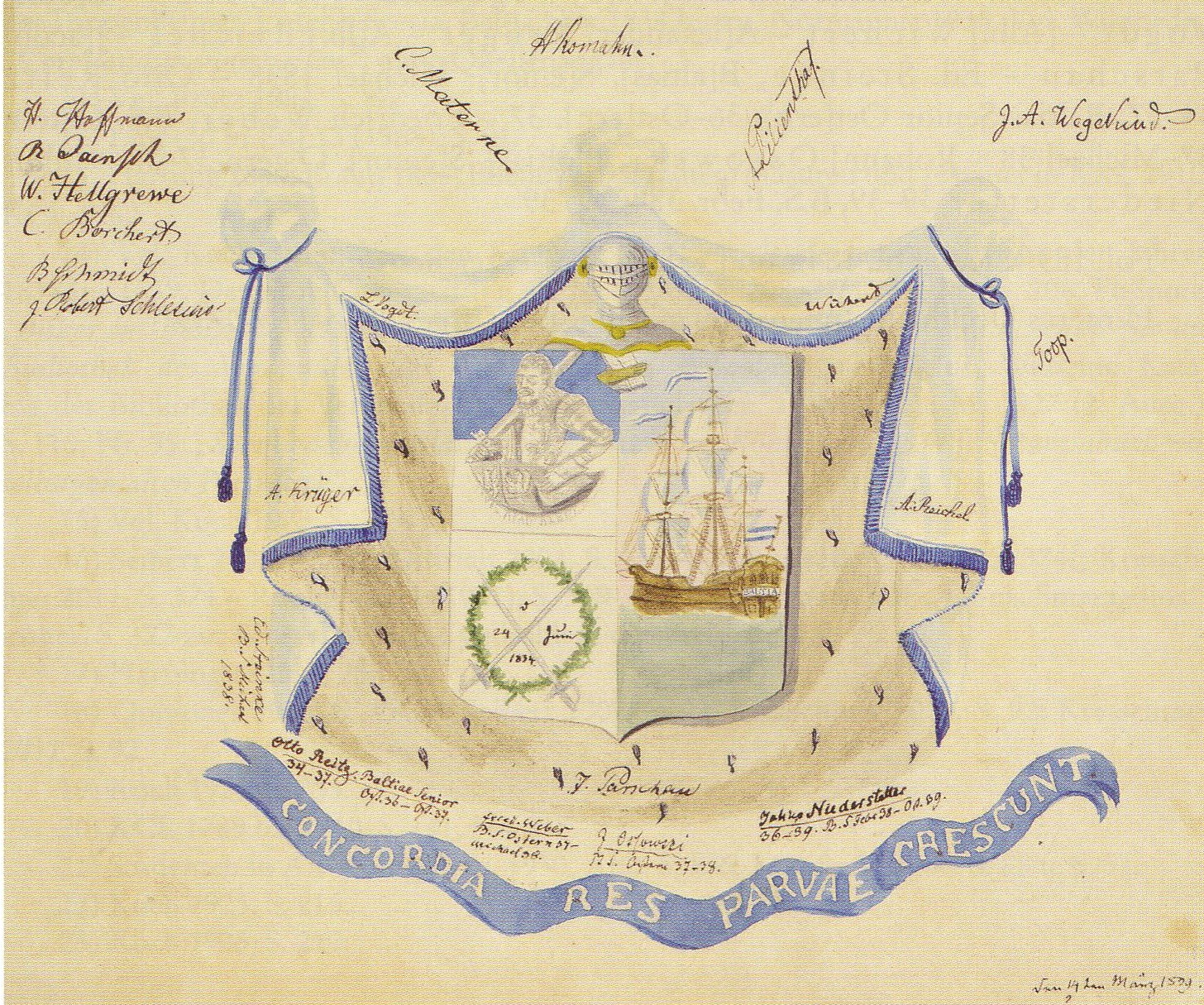
Baltia.

Baltia est fondée le 24 juin 1834 par des membres de la (seconde) fraternité de Königsberg et se tient dès le début au principe du corps. Les couleurs sont le bleu et le blanc avec des percussions argentées et un bonnet bleu. La devise est : Concordia res parvae crescunt ! Les anciens de Baltia sont nommés sur les armoiries : Otto Reitz, Pâques 1834 à Pâques 1837 ; Friedrich Weber, de Pâques 1837 à Saint-Michel 1838 ; Johann Ossowski Pâques 1837 à 1838 ; Johann Niederstetter, février 1838 à octobre 1839 ; Eduard Steinke, Saint-Michel 1838. Baltia recrute ses membres dans la Warmie catholique. Comme celle-ci fait défaut, elle demande le 30 novembre 1840 à Masovia de reprendre ses 48 membres. Dès lors, le SC ne compte plus que quatre Corpslandsmannschaft. Les membres sont Robert Jaensch (de), Anton Rehaag (de), Hermann Romahn (de), Wilhelm Schmiedeberg et Albert Wichert (de).

### Normannia I
Comme Borussia et Baltia, Normannia adhère déjà au principe du corps lors de sa fondation le 6 mars 1835. Elle a les couleurs noir-or-bleu clair (lues à partir du bas) avec une percussion dorée et une casquette bleue avec une bande or-noir-or. La devise est au début, en raison de la fraternité originelle, Honneur, Liberté, Patrie (de), mais elle est bientôt changée en Vir cedere nescit. Normannia est suspendue le 11 décembre 1847. Selon les listes du corps de Kösen, elle compte 153 membres, dont trois en commun avec Masovia. La lithographie de Gustav Graef est la plus ancienne image corporative de l'Université Albertus. Jusqu'en 1945, elle est accrochée dans la maison du corps de Masovia.

#### Chanson fédérale

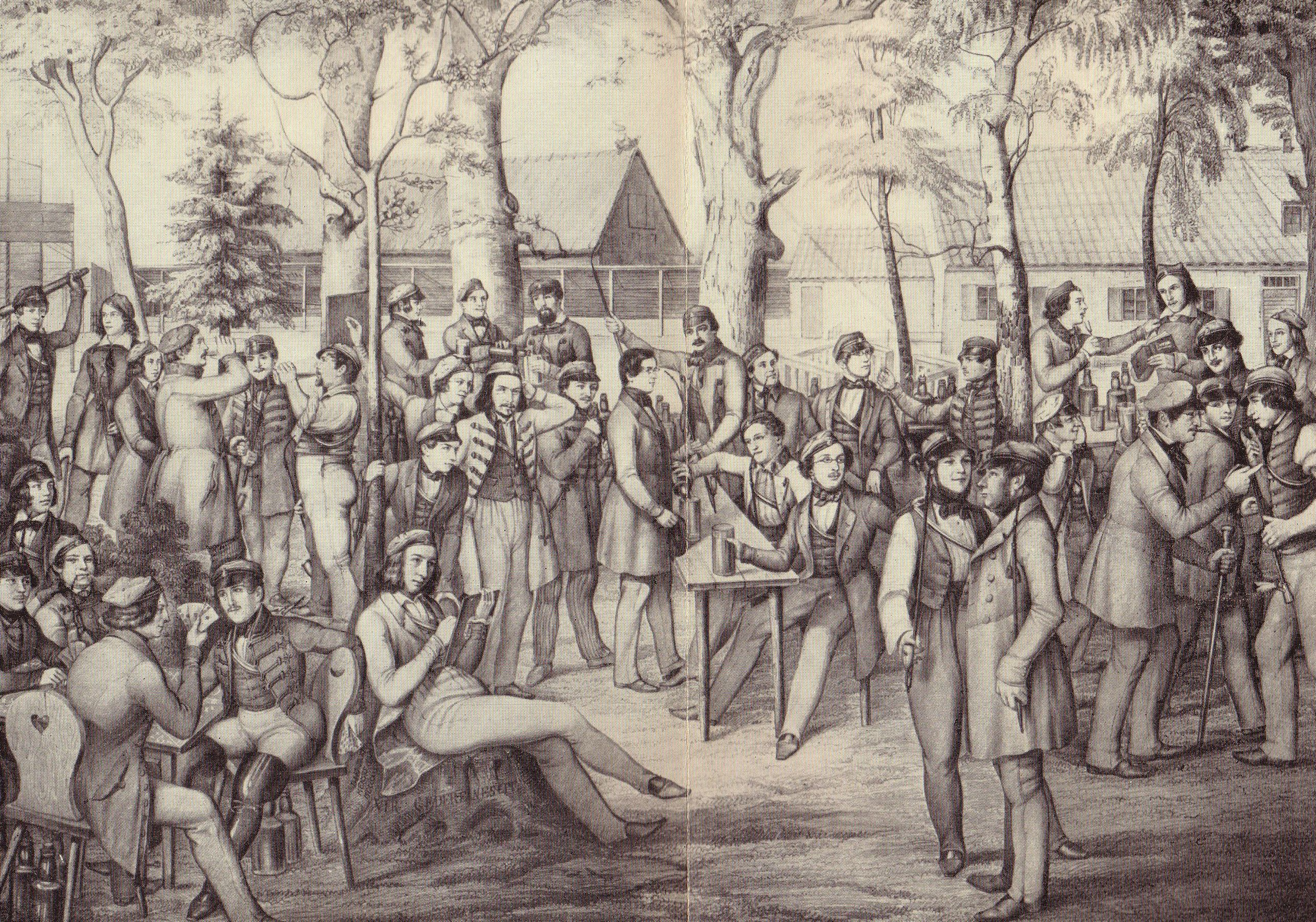
Normannia (Gustav Graef, 1843).

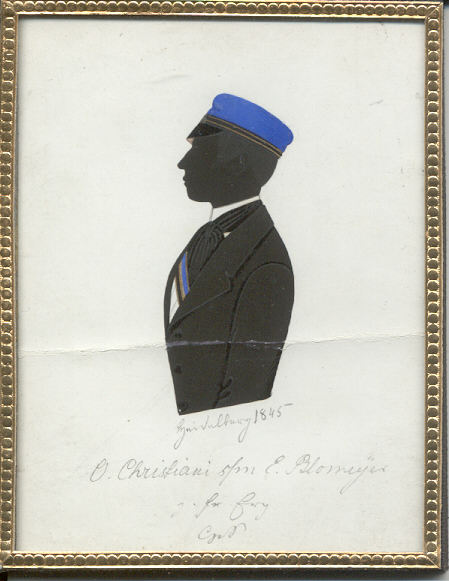
O. Christiani (1845).

Texte et mélodie : Gustav Herrmann ou Heermann (Normandie), probablement vers 1835 

#### Membres
- Achatius von Auerswald (1818-1883), président du district de Köslin, député de Reichstag
- Leo Delsa (de) (1821-1910), administrateur de l'arrondissement de Kosten
- Julius Ellinger (de) (1817-1881), professeur de mathématiques à Tilsit
- Franz Wilhelm von Gottberg (de) (1824-1869), capitaine de digue de l'Oderbruch
- Gustav Graef (1821-1895), peintre
- Hermann Haase (de) (1814-1871), maire de Graudenz, député de la chambre des représentants de Prusse
- Eduard Krah (de) (1820-1896), philologue classique
- Theodor Laechelin (de) (1816–?) , propriétaire foncier, député de la chambre des représentants de Prusse
- Rudolf Meinecke (de) (1817-1905), sous-secrétaire d'État au ministère prussien des Finances
- Bernhard Ohlert (de) (1821-1891), professeur de mathématiques
- Richard Plehn (de) (1823-1882), propriétaire foncier, député de la chambre des représentants de Prusse
- Heinrich von Rittberg (de) (1823-1897), administrateur de l'arrondissement de Stuhm, président du parlement provincial de Prusse-Occidentale.
- Elias Salomon (de) (1814-1885), médecin
- Karl von Saucken (de) (1822-1871), propriétaire foncier, député de Reichstag
- Kurt von Saucken-Tarputschen (de) (1825-1890), propriétaire foncier, député de Reichstag
- Hermann Spirgatis (de) (1822-1899), chimiste à Königsberg
- Hermann Thomaschek (de) (1824-1910), chanteur d'opéra (basse)
- Carl Friedrich Werner Michael Waldhauer (de) (1820-1899), ophtalmologiste à Riga
- Richard Wegner (de) (1815-1894), président du district de Stettin
- Friedrich von Zander (de) (1824-1880), capitaine d'arrondissement de Wöltingerode, député de la chambre des représentants de Prusse

## Structure interne desCorpslandsmannschaften(s)
Les nouvelles Landsmannschaft veulent mettre sous leur influence l’ensemble du corps étudiant. La division est pensée de telle manière que le cercle le plus proche est celui du SC, l'autre étant constitué des membres à part entière des Landsmannschaft ayant effectué une période probatoire

## Adhésion des corps à la KSCV
Les relations entre les Mazuriens et les Lituaniens argentés se sont rompues au cours de l'été 1850. Ainsi, le 17 mai 1851, quelques Lituaniens d'argent (notamment August Wittich (de) et Hermann Elgnowski (de)) fondent le nouveau Corps Baltia II, ce qui renforce les intérêts de la Landsmannschaft. Le 30 juin 1851, la Masovia, Silber-Litthuania et Baltia s'unissent dans un cartel plus étroit pour former une convention des personnes âgées. Le lendemain, une assemblée générale des garçons du corps se réunit à la Stoa Kantiana (de) pour discuter des préparatifs d'une réunion générale et d'une excursion à l'étang du château avec musique et chants. Il s'agit de montrer au public que le corps étudiant, en tant que partie intégrante de la vie académique, a survécu au Progrès. Les étudiants de Königsberg ne connaissent pratiquement rien de l'association Kösener SC. Les Silber-Litthauer de la banlieue de Berlin sont les premiers corps de Königsberg à déclarer leur appartenance au KSCV le 15 janvier 1864. Une fois le discrédit mutuel levé, le cartel des trois corps est reconduit le 18 janvier 1865. Le nouveau Königsberger SC rejoint immédiatement l'association Kösener SC et envoie le Lituanien Goltz comme représentant du SC à la conférence de Pentecôte à Kösen,. Le SC évite le vieillissement de ses principaux représentants en considérant chaque étudiant du Corps comme inactif à partir du sixième semestre. Il n'a plus le droit de voter à l'assemblée générale des garçons du corps. En 1873, la Normannia nouvellement fondée rejoint le SC. D'orientation plus wilhelmienne que prussienne orientale, elle pousse le SC à s'adapter aux corps « de l'Empire ». En 1875, le corps de Königsberg abandonne l'Albertus sur la casquette d'étudiant. En 1876, le Corps Hansea Königsberg et en 1894 une partie de la Landsmannschaft Littuania rejoignent le SC. Les suggestions de l’Association des anciens étudiants de corps (de) déclenchent des modifications dans les commentaires. Celles-ci conduisent à la version du commentaire du SC au semestre d'hiver 1895/96, qui n'est pas modifiée de manière significative au cours des décennies suivantes.
Königsberger SC assure la présidence de l'OKC à trois reprises : Baltia en 1874, Hansea en 1894 et Littuania en 1913. Selon la coutume de Königsberg, les listes du corps de Kösen ne sont pas conservées après la réception, mais après l'admission. L'arme d'escrime des étudiants (de) est le percuteur de cloche.
Les lots sont numérotés 10, 20 et 30 en chiffres romains.

### Baltia II
Fondée pour faire contrepoids à la Masovia, Baltia ne réussit pas à sortir de l'ombre de la Mazovie au cours de ses 83 ans. À l’époque nationale-socialiste, elle apparaît très tôt dans le collimateur du pouvoir. En proie à des dissensions au sein des anciens, elle se met également à dos les trois autres corps. Le 1er mars 1934, les présidents des AH demandent à Max Blunck (de) d'intervenir. Son représentant spécial Alfred Funk (de) contraint Baltia à se suspendre le 6 mars 1934.

### Normannia II

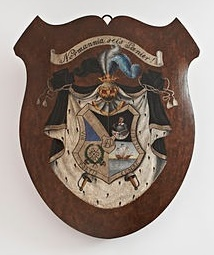
Normannia II.

Après que Masovia et Baltia ont réglé leurs différends et (ré)adhéré à la KSCV en tant que nouveau convent des anciens, ils se mettent d'accord pour fonder un troisième corps pour des raisons de commodité. C'est ainsi qu'est né le 4 juillet 1873 le Corps Normannia Königsberg aux couleurs noir-argent-bleu clair. Son sens de l'apparence et des formes reflète l'arrogance wilhelminienne des années fondatrices, étrangère à la nature réservée des anciens corps prussiens. "Avec le nouveau ton que Normannia avait introduit, l'ancienne convivialité qui régnait autrefois à Königsberg s'était perdue". Normannia se brouille avec Baltia et Masovia. Le conflit s'aggrave au début des années 1880, lorsque le Corps Hansea, fondé depuis, s'oppose également à Normannia. Normannia fait à plusieurs reprises des demandes de mensur, qui sont refusées par les trois corps. Les plaintes pour insultes et corpstouche ne cessent de pleuvoir. Il en résulte des demandes de sabre et des tribunaux d'honneur que Normannia refuse de reconnaître. Le tribunal arbitral (Berlin, Breslau) saisi par Normannia donne raison au SC ; mais en matière de corpstouche, le tribunal arbitral (Berlin, Leipzig) se prononce contre lui. Normannia émit alors un promemoria à tous les SC et porta plainte auprès de l'oKC pour violation des statuts de Kösen et pour majoration par les trois autres Corps. Le SC réplique par une plainte pour insulte grossière, compromission du SC et présentation erronée des faits. L'oKC est désigné par le cercle noir (de). Le représentant de Normannia est Rudolf Focke (de). Les trois demandes de réprimandes enregistrées aboutissent. Normannia est désormais le seul corps pleinement autorisé à Königsberg, avec lequel les trois autres, y compris leurs deux corps parents, devaient se renier. Ils suspendent leurs activités le 3 juin 1882 et tentent d'ouvrir de nouveaux corps grâce à leurs hommes multibandes. Cette proposition ayant été rejetée par Normannia et d'autres SC, Masovia et Hansea se portent candidates à la renonciation. Ils sont admis le 3 décembre 1882 dans le SC qu'ils ont fondé des décennies plus tôt. Une entente parfaite s'installe entre les trois corps. Baltia a tenté en vain d'entrer dans le SC en tant que nouvelle Pomerano-Borussia. Elle aussi renonce finalement le 4 juin 1883. La période d'hostilité porte également préjudice à Normannia. Il lui manque des contre-pupilles. La relève se fait encore plus rare. Le 10 novembre 1889, elle doit se suspendre. Normannia est en relation de présentation avec Guestphalia Jena (de) et en relation amicale avec le Borussia Greifswald (de) (depuis 1880). Les relations amicales avec Vandalia Berlin (de) (1874-1881) et Saxonia Göttingen (1874-1877) sont rompues. Les Normands de Königsberg sont Max Bergius (de), Karl von Collas (de), Rudolf Focke, Ernst von Kannewurff (de), Emil Kautz (de), Karl Opitz (de), Erich von Siegfried (de), Ernst Vanhöffen, Martin von Wegnern (de), Robert Wollenberg (de) et Carl Zarniko (de). Le corps ne compte que 52 membres.

### Hansea
Hansea (1876) porte un héritage de fraternité. À l'époque du national-socialisme, elle est le dernier corps de Königsberg à être suspendu. Les Hanséatiques ne se sont pas retrouvés en Allemagne après la guerre. Quelques photos et documents d'archives ont été conservés en mains privées, mais ont été perdus à la suite d'un dégât des eaux.

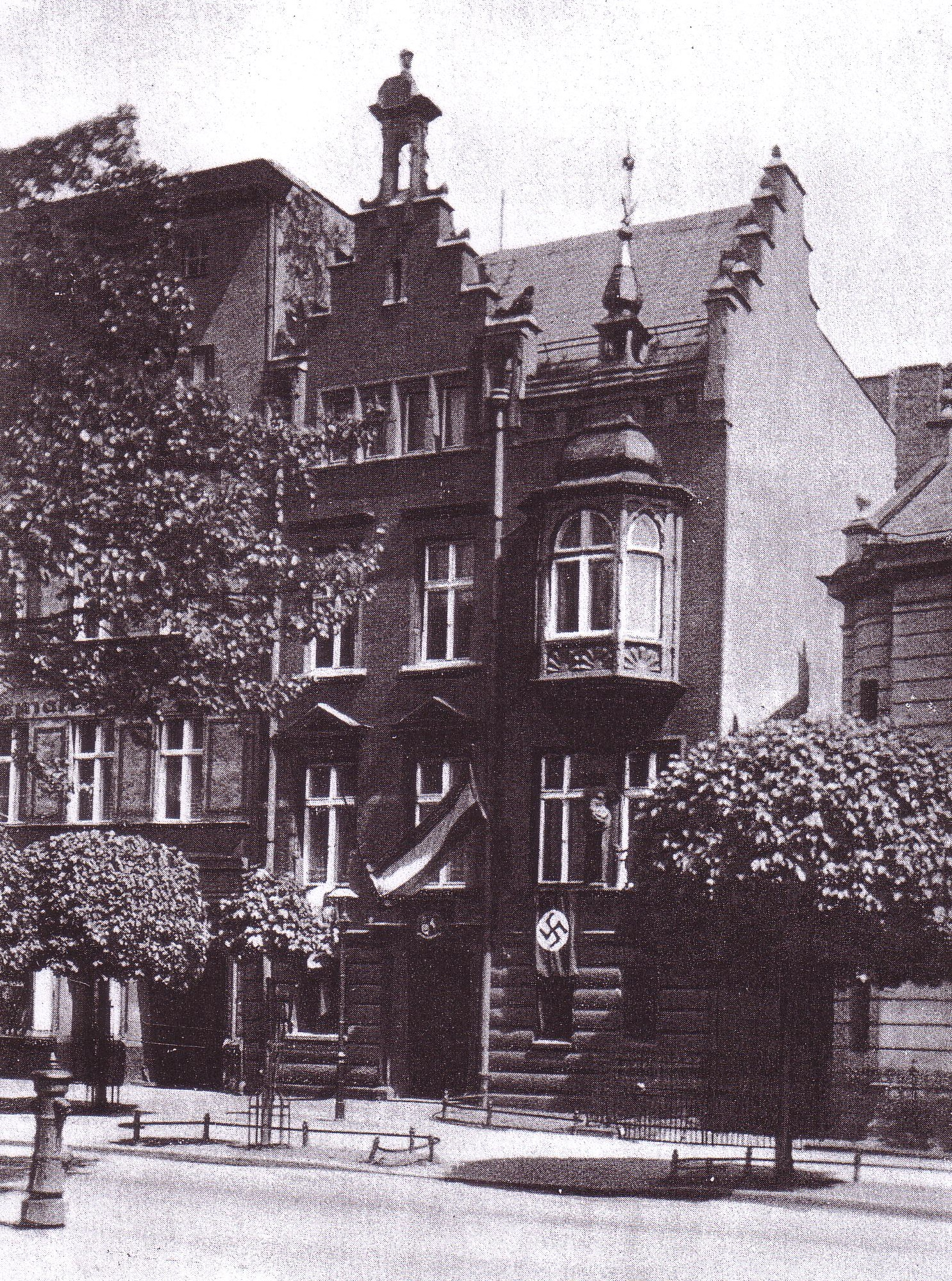
Maison des Lituaniens (1935).

En 1894, seule une partie de la Landsmannschaft revient au SC. Depuis lors, le conflit d'antériorité couve. Comme en 1895 et 1898, le Corps Littuania demande en 1913 à pouvoir utiliser le 29 janvier 1829 comme date de fondation de la Landsmannschaft du Corps. Elle se heurte (une fois de plus) à l'opposition unie des autres convents de garçons du corps. Au cours des batailles oratoires, des suites de la PP sont renversées. Le Littauer Busch inactif a transmis aux trois autres Corps une demande de charge sur les raquettes. Il y a également un différend quant à savoir si Littuania peut faire figurer d'anciens membres de Corpslandsmannschaft et de Silber-Litthuania dans sa liste de corps en tant qu'anciens. Un accord est finalement conclu à ce sujet . En janvier 1920, Littuania demande à nouveau l'antidatage. Il en résulte neuf revendications de lots sur les raquettes et 24 paires de PP. De plus, le CC porte plainte pour diffamation du SC contre les autres membres du corps. L'oKC 1921 rejette la demande de Littuania. En novembre 1927, Littuania veut faire inscrire dans les invitations aux fêtes de fondation la référence à 1894 et 1829. Le fait que Masovia s'y oppose dans un mémorandum incite Littuania à transmettre aux CC concernés une demande de charge sur les pistolets. Le tribunal d'honneur l'accorde. Wilhelm Fabricius, le président du comité d'antidatage, s'est personnellement occupé de l'affaire Littuania c/a SC de Königsberg. L'audience donne lieu à des discussions animées, mais n'aboutit pas à une décision. Dans le cadre d'une transaction, Littuania se voit accorder la référence aux deux années de fondation. En contrepartie, elle renonce à l'antidatage. Cet accord met également fin aux revendications de pistolets approuvées . D'après le nombre de leurs actifs, Masovia et Littuania sont deux à trois fois plus fortes que Baltia ou Hansea dans l'entre-deux-guerres. Elles se sont affrontées à plusieurs reprises.
Le problème d'identité de Littuania n'est jamais résolu. Les images et les archives sont bradées longtemps après la guerre par des descendants incompréhensifs

## Activité publique

### XIXesiècle

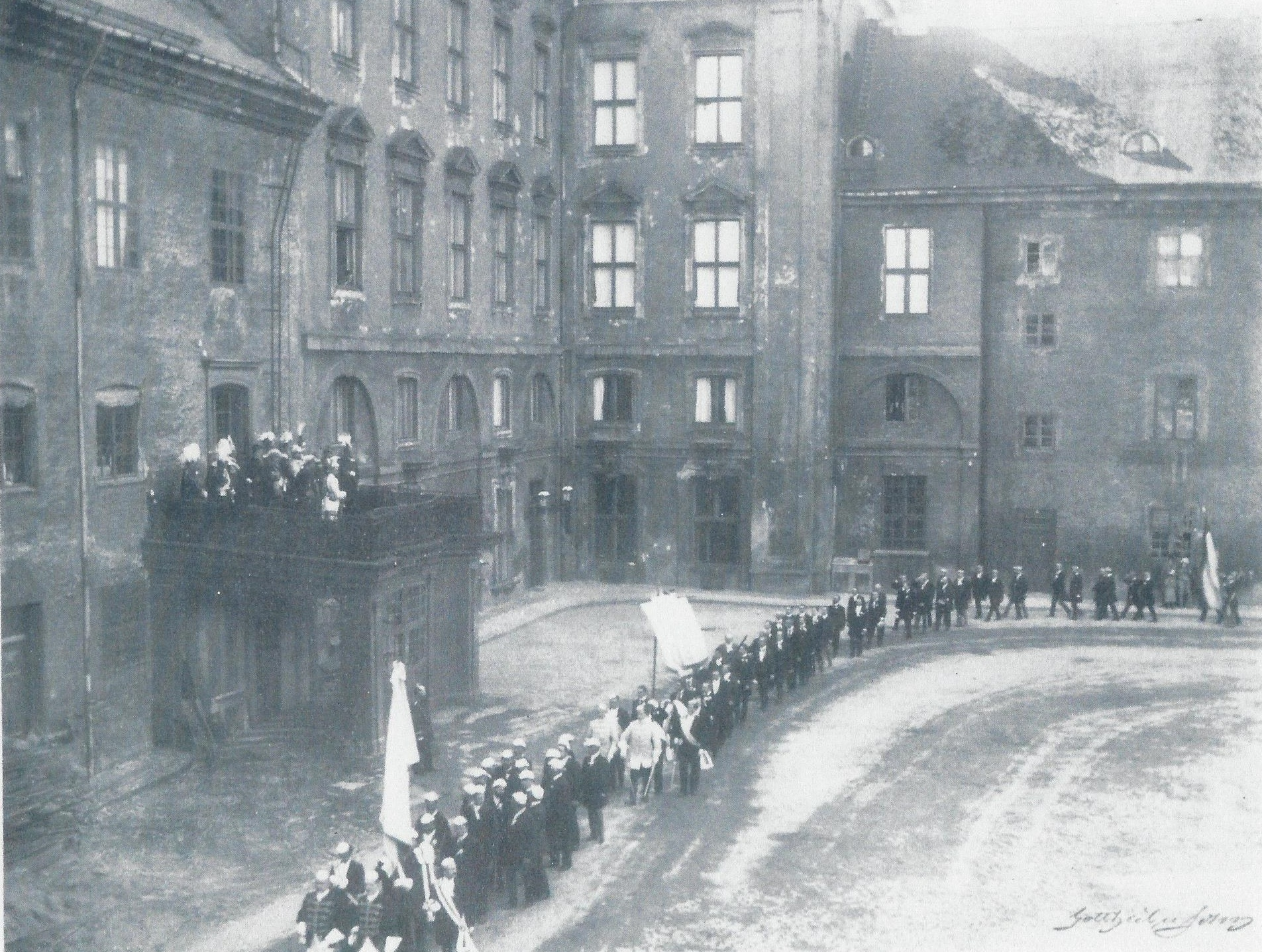
350 ans d'Albertina : le SC défile devant Frédéric-Léopold de Prusse (1894).

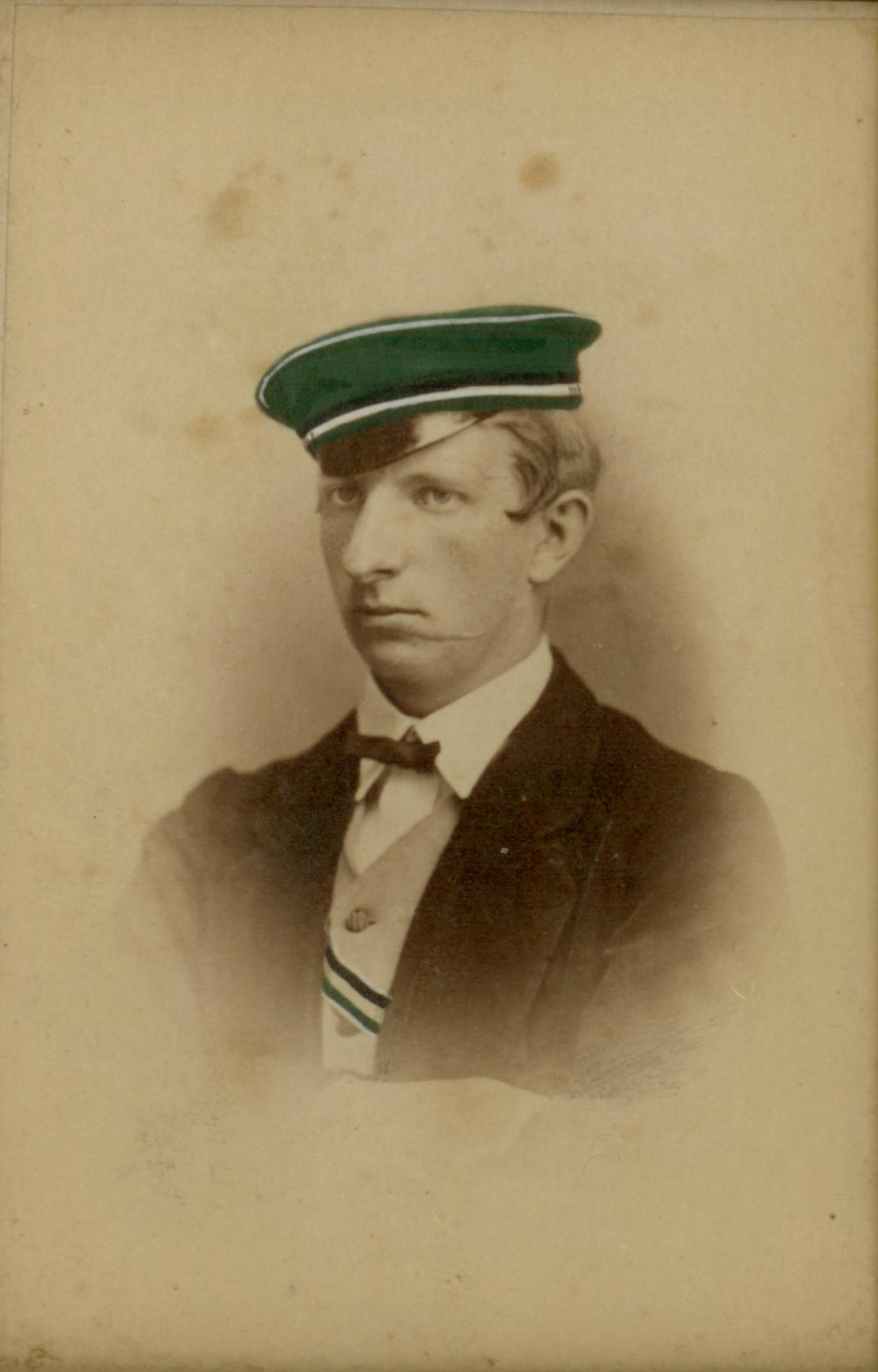
Ernst von Kannewurff en tant que chef de la police, patron du SC.

Lorsque Frédéric-Guillaume IV vient à l'inauguration de la ligne ferroviaire de l'Est Braunsberg-Königsberg, la SC organise dans la soirée du 2 août 1853 une promenade en bateau sur l'étang du château de Königsberg en l'honneur du roi et recteur de l'Albertina. La ville lui a construit un bateau spécialement pour la soirée. Au jardin de buis, il reçoit des élèves un salut et une Carmen (de) précieusement reliée. Le 4 novembre 1858, les trois corps remettent à Karl Rosenkranz, très populaire depuis longtemps, une précieuse coupe de fruits en argent avec une dédicace gravée pour célébrer son 25e anniversaire en tant que professeur à l'Albertina. Les trois corps se réunissent également à la fête de Schiller (de) le 10 novembre 1859 au stand de tir de la porte de Sackheim ; Masure Vigouroux prononce le discours de cérémonie. Au cours du semestre d'été 1860, le corps et le reste du corps étudiant organisent à nouveau une procession aux flambeaux pour le professeur Heinrich Rathke à l'occasion de son 25e anniversaire.
Surtout, ils participent aux célébrations du couronnement de Guillaume Ier en 1861. Lors de la procession aux flambeaux qui lui est présentée dans la cour du château après le couronnement, la Masovia présente l'entrepreneur du corps (Radefeldt) et l'orateur devant la reine (Glède),,.
La préparation des célébrations de l'inauguration du nouveau bâtiment universitaire sur la Paradeplatz donne lieu à plusieurs reprises à des assemblées générales des étudiants au cours de la SS 1862. Après la mort de Frédéric III, le SC initie six semaines de profond deuil. Les échelles de détermination ou les contrahagen ne sont pas autorisés à cette époque à être combattus. Le SC envoie une magnifique gerbe sur la tombe de l'empereur et participe en grande pompe aux funérailles organisées par l'université dans l'auditorium. Lors de sa première visite à Königsberg en mai 1890, Guillaume II reçoit les officiers du corps. De 1869 à 1933, la plupart des hauts présidents de la province de Prusse-Orientale sont des étudiants du corps, y compris Wilhelm von Bismarck, qui assiste à de nombreux événements du SC. Lorsqu'il décède prématurément, le SC envoie un représentant aux funérailles de Varzin. Le SC-Kommerse a eu pendant de nombreuses années au jardin de la Bourse (de) et à partir de 1897 au zoo de Königsberg. Le recteur et le sénat sont régulièrement invités au Kommersen avec le père de l'État (de). Le SC participe au cortège funèbre du chef de la police Ernst von Kannewurff (de), fondateur et président de longue date du Königsberger Kommerse des anciens étudiants du corps. Le SC participe aux adieux des professeurs méritants de la Palaestra Albertina (de) (Hans Prutz (de), Karl von Gareis, Carl Garrè (de), Hermann Kuhnt (de), Felix Rachfahl, Ludimar Hermann (de)). Au cours de la Première Guerre mondiale, 42 Masuriens, 19 Baltes, 3 Normands, 22 Hanséatiques et 34 Lituaniens sont tombés.

### XXesiècle
En janvier 1901, l'ensemble du SC participe aux célébrations du 200e anniversaire de la monarchie prussienne. En juin 1903, il participe à une « promenade en gondole illuminée » sur l'étang du château lors d'une grande fête au jardin de la Bourse et dans les jardins des loges au profit des garderies d'enfants. Pendant la Première Guerre mondiale, la vie de SC s'arrête en grande partie. Le 9 janvier 1919, les anciens du SC de Königsberg se réuniqqent pour la première fois depuis 1914 pour ouvrir le semestre d'hiver du SC. Lorsque le corridor de Dantzig sépare  la Prusse-Orientale du Reich, le SC participe à l'assistance technique d'urgence de Königsberg et au Corps des volontaires de Prusse-Orientale (de). Pour sécuriser Königsberg, des « forces de défense résidentes » sont constituées après la Première Guerre mondiale. La maison de corps de Hansea est le centre d'aide aux étudiants. 11 membres du SC de Königsberg reçu la croix de chevalier de l'Ordre de la Maison Royale de Hohenzollern : 2 Baltes, 6 Masuriens et 3 Lituaniens. Comme pour les célébrations de la fondation de l'université, la SC participe à la grande fête de Kant de Königsberg (de) (1924), lors de l'inauguration du nouveau cénotaphe de Kant (de). En 1929, le SC de Königsberg compte 29 garçons de corps, 50 renards et 126 inactifs.
La SC a initialement appartient au Cercle universitaire allemand (de) (HDA), mais le quitte en 1923 pour de petites raisons de prestige. Le fait qu'il soit absent des cérémonies, des événements sportifs et autres ou qu'il soit présent en tant qu'étranger est considéré comme embarrassant par les autorités universitaires et le public et est exploité par la fraternité, qui domine rapidement seule la HDA. Les quatre corps de Kösen ont également perdu leur influence au sein du Comité général des étudiants (de) dès qu'ils participent aux élections de l'Asta. Masovia ne peut pas dissuader les convents des autres garçons du corps de leur position. Même l'avertissement général lancé lors des congrès de Kösen en faveur du travail au sein de la HDA n'a aucun effet. La situation devient de plus en plus désagréable, de sorte que des personnalités importantes de Königsberg insistent pour y remédier. Masure Becker reconnaît le danger qui menace l'ensemble du SC. Il réussit à redonner au SC l'accès à la HDA en 1926. Sa politique porte de riches fruits. Le SC acquit immédiatement une position de premier plan au sein de la HDA et du Comité général des étudiants. Les fonctions les plus importantes des deux conseils, y compris celle de président, sont à plusieurs reprises entre les mains de Masuriens. Guillaume de Prusse est un hôte régulier de Masovia.
Lors de la dissolution du KSCV le 28 septembre 1935, Franz Boy, président du Sénat du tribunal d'État supérieur de Königsberg, tente de parvenir à une solution à l'amiable pour le SC de Königsberg dans le cadre de négociations avec le recteur (Georg Gerullis). Masovia est suspendue le 28 octobre 1935, Littuania  le 17 mai 1936 et Hansea  le 7 juillet 1936. Seules deux camarades sur huit trouvent le soutien des anciens du corps de Königsberg, les « Lienberg » de Masovia et les « Tannenberg » de Littuania.

### Nombres de membres (semestre d'hiver 1930/31)
| Corps     | Anciens | Inactif | Actif |
| --------- | ------- | ------- | ----- |
| Baltia    | 130     | 14      | 6     |
| Hansea    | 124     | 32      | 11    |
| Littuania | 242     | 48      | 27    |
| Masovia   | 250     | 40      | 23    |

## Mémoire

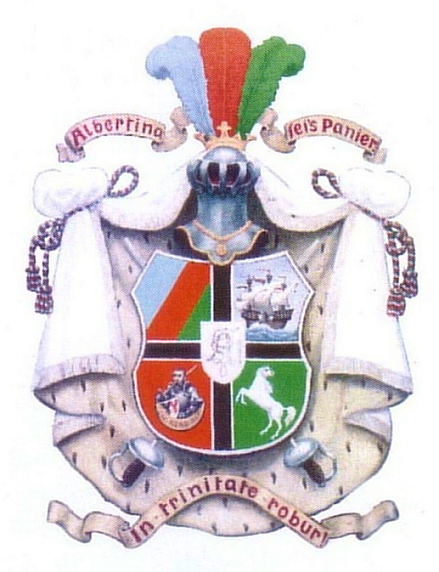
Albertina.

Le 12 mars 1950, 8 Lituaniens, 9 Baltes et 5 Hanséatiques fondent le Corps Albertina à Hambourg. Masovia est à Potsdam depuis 2001.